# Ваньсю
Ваньсю́ (кит. упр. 万秀, пиньинь Wànxiù) — район городского подчинения городского округа Учжоу Гуанси-Чжуанского автономного района (КНР).

## История
Ещё во времена империи Хань в 111 году до н. э. в этих местах был создан Цанъуский округ (苍梧郡). Власти округа размещались в уезде Гуансинь (广信县). Во времена империи Суй уезд Гуансинь был в 583 году переименован в Цанъу (苍梧县)
Во времена империи Тан в 621 году была создана Учжоуская область (梧州), власти которой разместились в уезде Цаньу. После монгольского завоевания и образования империи Юань Учжоуская область была в 1277 году преобразована в Учжоуский регион (梧州路). После свержения власти монголов и образования империи Мин «регионы» были переименованы в «управы» — так в 1368 году появилась Учжоуская управа (梧州府), власти которой также разместились в уезде Цанъу.
Во времена империи Мин уезд Цанъу был с 1470 года местом пребывания Лянгуанского наместника. В 1644 году Лянгуанский наместник переехал в Гуанчжоу, но после маньчжурского завоевания власти Цинской империи в 1665 году вновь перенесли ставку Лянгуанского наместника в Цанъу, и она оставалась здесь до 1746 года.
После Синьхайской революции в Китае была проведена реформа структуры административного деления, в ходе которой управы были упразднены, поэтому в 1912 году Учжоуская управа была расформирована.
В 1927 году урбанизированная часть уезда Цанъу была выделена в отдельный город Учжоу, получивший статус города провинциального подчинения, однако в 1932 году город был упразднён.
После вхождения этих мест в состав КНР в конце 1949 года был образован Специальный район Учжоу (梧州专区) провинции Гуанси, состоящий из города Учжоу (вновь выделенного из уезда Цанъу) и 6 уездов. В 1950 году город Учжоу был выведен из состава специального района, став городом провинциального подчинения.
В 1958 году провинция Гуанси была преобразована в Гуанси-Чжуанский автономный район. Был вновь создан Специальный район Учжоу, и город Учжоу опять вошёл в его состав. В 1961 году город Учжоу опять был поднят в статусе, выйдя из состава специального района и перейдя в непосредственное подчинение властям автономного района.
В 1971 году Специальный район Учжоу был переименован в Округ Учжоу (梧州地区).
В 1979 году город Учжоу был разделён на районы Ваньсю, Байюнь (白云区), Юаньцзян (鸳江区) и Дешань (蝶山区).
В сентябре 1984 года район Юаньцзян был присоединён к району Байюнь.
В августе 1990 года район Байюнь был присоединён к району Ваньсю.
Постановлением Госсовета КНР от 27 февраля 1997 года город Учжоу и часть административных единиц расформированного округа Учжоу были объединены в городской округ Учжоу.
В 2013 году районы Ваньсю и Дешань были расформированы. На территории бывшего района Дешань и части территории бывшего района Ваньсю был создан новый район, получивший старое название «Ваньсю».

## Административное деление
Район делится на 7 уличных комитетов и 3 посёлка.